# チャド・ナカポイ
チャド・ナカポイ（Chad Nacapoy、1989年7月28日 - ）は、アメリカ合衆国ハワイ州ホノルル出身のプロ野球選手。ポジションは捕手。現在は、MLBのタンパベイ・レイズ傘下に所属。

## 経歴
2012年のMLBドラフトでカリフォルニア州立大学から38巡目でタンパベイ・レイズに入団。
また、第3回WBCのフィリピン代表に選出されたが、予選敗退に終わった。